# Црква Успења Пресвете Богородице (Виљан)
Црква Успења Пресвете Богородице је један од православних храмова Српске православне цркве у Виљану (мађ. Villány). Црква припада Будимској епархији Српске православне цркве.
Црква је посвећена Успењу Пресвете Богородице. 

## Историјат
У Вилању је постојала црква саграђена пре ове садашње. Та првобитна црква датира из прве половине 18. века. Године 1773. сазидана је од опеке већа сеоска једнобродна црква са масовним звоником посвећебна Успењу Богородице. 
Иконостас у цркви је конвенционални занатски рад из 1885. године.
Цркви Успења Пресвете Богородице припадале су престоне иконе првобитног иконостаса: Богородица са Христом, Исус Христос и Св. Трифун, сликане око 1720. године. Иконе се сада чувају у Српској црквено-уметничкој и научној збирци у Сентандреји. Рад су непознатог аутора. У цркви се чува велика славска икона Успење Богородице која је сликана у шестој деценији 18. века. Ту се налази и неколико руских празничних - целивајућих икона.
Црква Успења Пресвете Богородице у Виљану је парохија Архијерејског намесништва мохачког чији је Архијерејски намесник Јереј Зоран Живић. Администратор парохије је јереј Милан Ерић.